# Corymbia blakei
Corymbia blakei är en myrtenväxtart som beskrevs av Kenneth D. Hill och Lawrence Alexander Sidney Johnson. Corymbia blakei ingår i släktet Corymbia och familjen myrtenväxter. Inga underarter finns listade i Catalogue of Life.